# Villoruela
Villoruela es un municipio y localidad española de la provincia de Salamanca, en la comunidad autónoma de Castilla y León. Se integra dentro de la comarca de Las Villas. Pertenece al partido judicial de Peñaranda y a la Mancomunidad Zona de Cantalapiedra y Las Villas.
Su término municipal está formado por un solo núcleo de población, ocupa una superficie total de 17,27 km² y según los datos demográficos recogidos en el padrón municipal elaborado por el INE en 2020, cuenta con una población de 763 habitantes.

## Toponimia
Los primeros documentos que recogen la existencia de la localidad de Villoruela datan de la Alta Edad Media, conservándose en el Archivo Catedralicio de Salamanca un documento fechado el 2 de marzo de 1201, en el que se menciona a la localidad como Villoriola, denominación que se repite en otro documento del 9 de junio de 1220, del que se conserva un traslado notarial en el Archivo Histórico Nacional. No obstante, tras estos documentos la localidad aparece documentada con diversas denominaciones a lo largo del siglo XIII, como Vilerola (en 1237, 1245, 1246), Vileyrola (en 1257), Vileruela (en 1260), Villeriola (en 1269) o Villeruela (en 1286), hasta llegar a Villoruela, con el que aparece documentada la localidad por primera vez en documento del 21 de mayo de 1293.

## Geografía
El término municipal limita al norte con Arabayona de Mógica, al este con Villoria, al sur con Babilafuente y al oeste con Aldearrubia.
Está integrada en la comarca de Las Villas.

## Historia
Su fundación se debe a los reyes de León en la Edad Media, siendo donada en 1184 por el rey Fernando II de León a la Orden de Santiago. Con la creación de las actuales provincias en 1833, Villoruela quedó encuadrada en la provincia de Salamanca, dentro de la región de León.
Dicen que era el pueblo natal de Felipe II pero un reciente estudio ha demostrado que no fue así, sino que nació en Valladolid. El escrito que se encontró en Villoruela era una confirmación del día siguiente de que ya había nacido el rey, ya que la zona de Villoria era una zona de paso de los reyes y el cura de Villoruela al enterarse al día siguiente lo escribió en un libro de la parroquia. En el libro 1.º de bautismos de Villoruela, en su folio 38, 1.º arriba, se dice: «Manifiesto sea a todos la presente vieren y leyeren cómo en el año de mil quinientos e veinte e siete años a veinte e dos días del mes de mayo nasció el hijo del Emperador Don Carlos muy Serenísimo Rey y Emperador e de la Serenísima Reyna e Emperatriz nuestros Señores e llamóse, el Príncipe de Castilla Dn. Felipe e por ser verdad yo el bachiller Tomás (o Toribio) Rodríguez lo firmé».

## Geografía humana

### Demografía
Cuenta con una población de 731 habitantes (INE 2024).
| Gráfica de evolución demográfica de Villoruela entre 1842 y 2021                                                      |
| |
| Población de derecho según los censos de población del INE. Población de hecho según los censos de población del INE. |

### Economía
Su principal fuente de ingresos es la agricultura y la artesanía del mimbre, aunque en la actualidad ya pocos se dedican expresamente a esto último, debido sobre todo a la crisis económica de 2008, quedando algunas empresas familiares.

## Administración y política

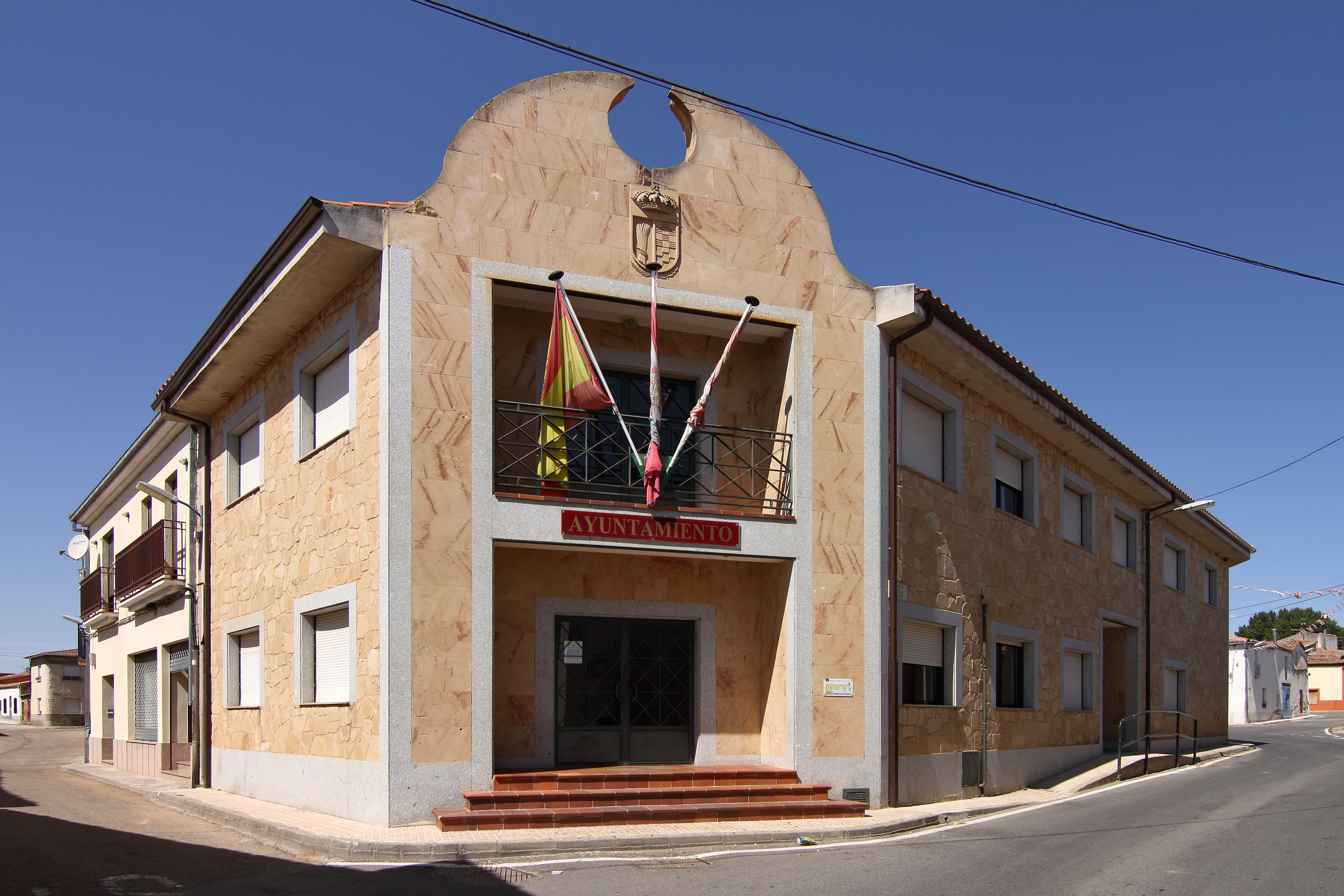
Casa consistorial

| Partido político                                         | 2019  | 2019  | 2019       | 2015  | 2015  | 2015       | 2011  | 2011  | 2011       | 2007  | 2007  | 2007       | 2003  | 2003  | 2003       |
| Partido político                                         | %     | Votos | Concejales | %     | Votos | Concejales | %     | Votos | Concejales | %     | Votos | Concejales | %     | Votos | Concejales |
| Partido Socialista Obrero Español (PSOE)                 | 48,39 | 285   | 4          | 69,02 | 381   | 5          | 59,94 | 392   | 4          | 71,41 | 507   | 5          | 50,00 | 356   | 5          |
| Ciudadanos (Cs)                                          | 39,73 | 234   | 3          | —     | —     | —          | —     | —     | —          | —     | —     | —          | —     | —     | —          |
| Partido Popular (PP)                                     | 11,21 | 66    | 0          | 27,90 | 154   | 2          | 37,31 | 244   | 3          | 26,90 | 191   | 2          | 26,44 | 188   | 2          |
| Candidatura Electoral Independiente de Villoruela (CEIV) | —     | —     | —          | —     | —     | —          | —     | —     | —          | —     | —     | —          | 10,96 | 78    | 1          |
| Unidad Regionalista de Castilla y León (URCL)            | —     | —     | —          | —     | —     | —          | —     | —     | —          | —     | —     | —          | 10,96 | 78    | 1          |

## Cultura

### Patrimonio

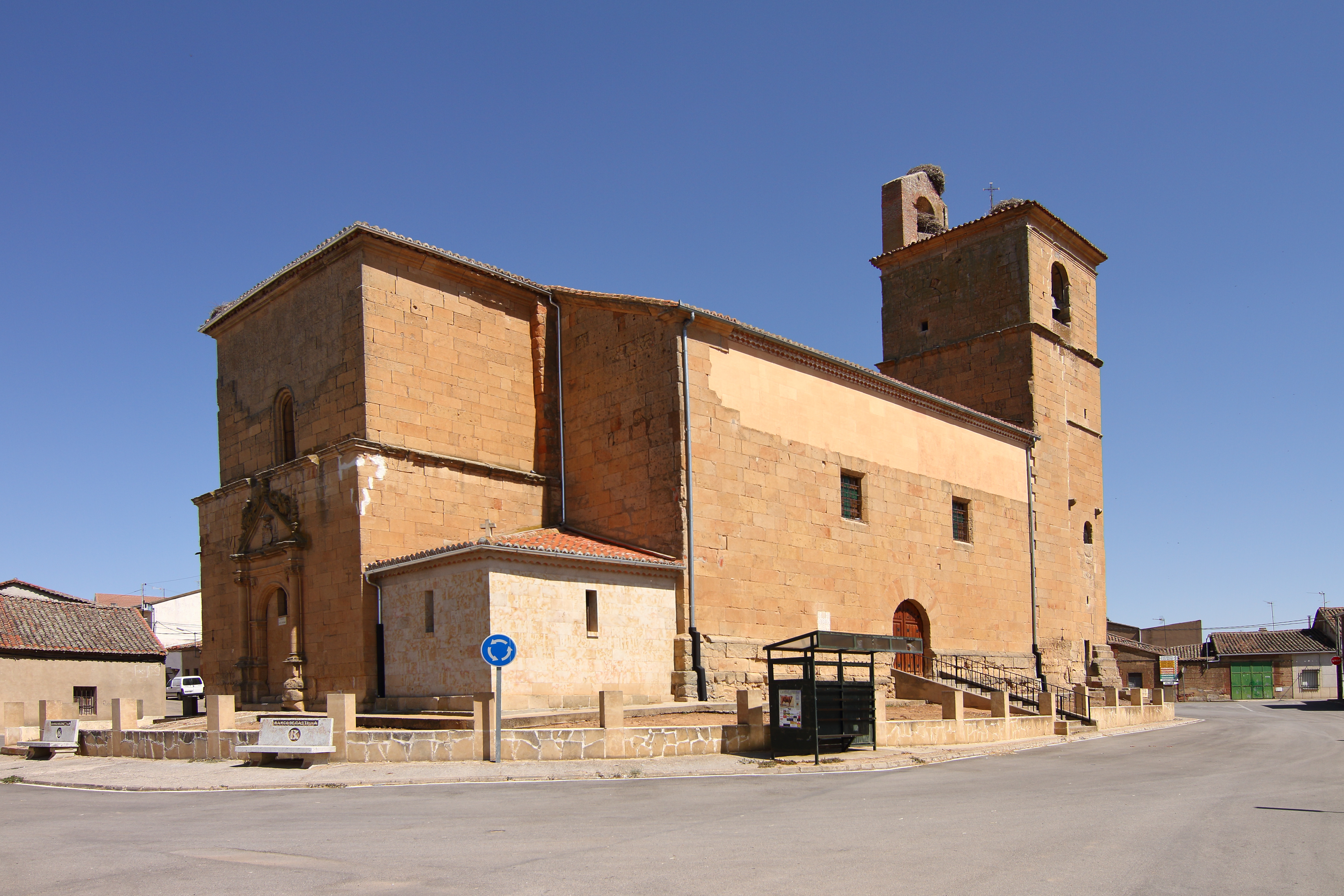
Iglesia de San Pedro Apóstol

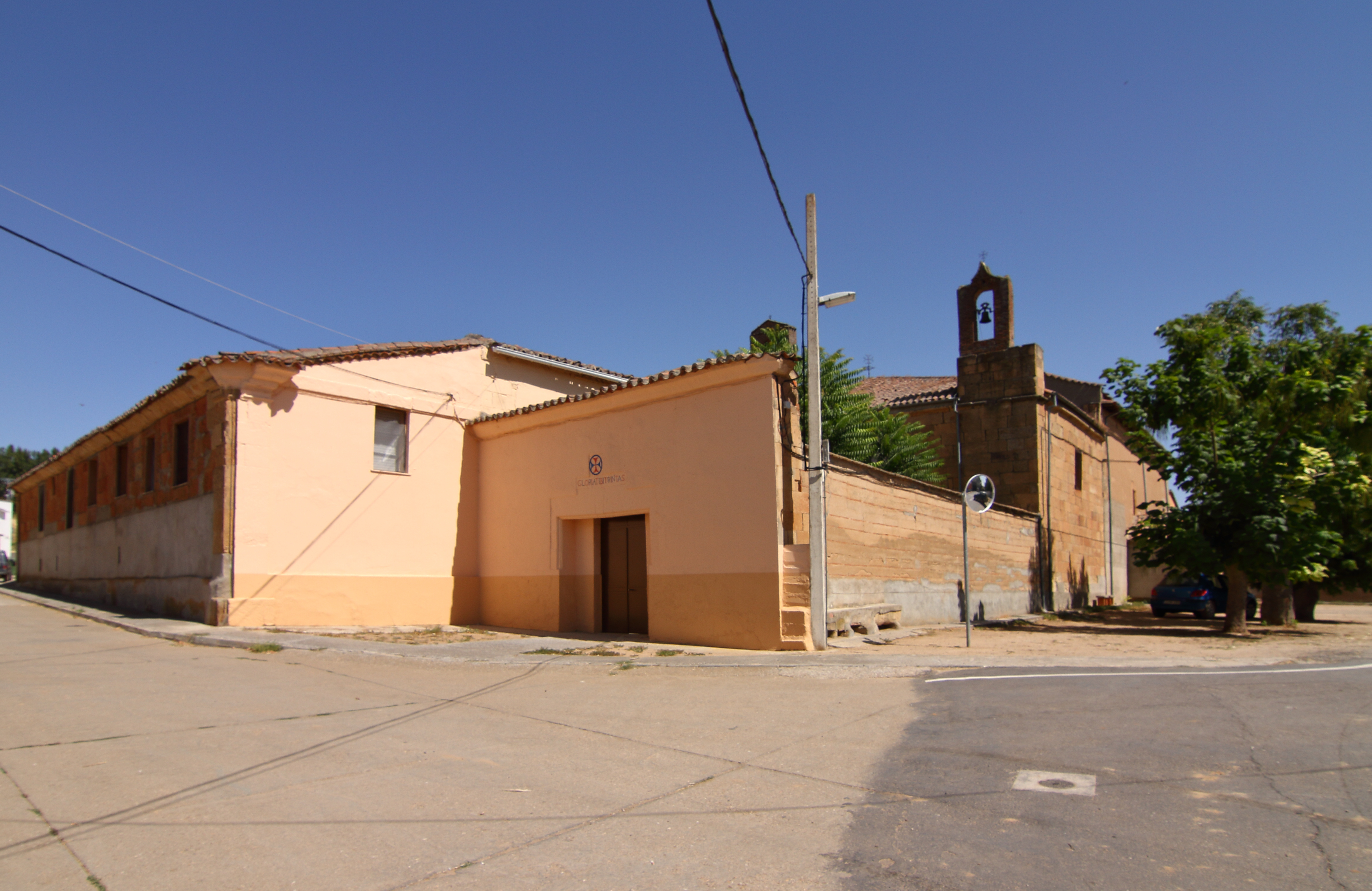
Monasterio de Santa María La Alta

- Iglesia parroquial de San Pedro Apóstol. El retablo se derrumbó el 18 de diciembre de 1977 junto con al ábside. Parte de sus tablas habían procedido de otro retablo que databa de 1555 que había sido costeado, asentado y realizado por Juan Huerta y Juan Montejo.[11]
- Monasterio de Santa María La Alta (Convento de monjas trinitarias de clausura): fundado en 1510 por Catalina de Anaya, manteniendo la vida religiosa tras sus muros ininterrumpidamente desde esa época, con la excepción del periodo de la invasión napoleónica en 1808, cuando las monjas se vieron obligadas a huir. Tras su regreso el monasterio pasó a ser un colegio de enseñanza de niñas, labor que desarrolló hasta mediados del siglo XX. Tras el paso de la Borrasca Filomena en 2021, el convento sufrió importantes daños en la estructura dificultando la estancia de las trinitarias y teniendo que ser realojadas en Toboso (Toledo). Su construcción data del siglo XVII aunque pudo ser construido en el siglo XVI, sufrió un incendio el 26 de enero de 1956 que destruyó quince de las celdas donde habitaban las monjas, teniendo que ser reformado.[12]
- En las cercanías del CEIP Villa de Felipe II, se redescubrió en 1980 los restos de una villa romana, descubriéndose mosaicos, monedas, jarrones, etc.

### Fiestas
- Virgen del Carmen (16 de julio). Unas lluvias torrenciales volvían a bañar el pueblo en 1896 y el Cristo de la Esperanza volvía a salir amainando las lluvias por segunda vez, recordando este día en honor a la Virgen del Carmen.[13]
- San Sebastián (20 de enero)
- Cristo de la Esperanza (29 de mayo). Fiesta de voto al Stmo. Cristo de la Esperanza tras las grandes granizadas del 29 de mayo de 1799 y por las que los vecinos de Villoruela, asustados por las cosechas, sacaron por primera vez al Stmo. Cristo de la Esperanza, amainando así la lluvia.[14]

### Centro de documentación e interpretación del mimbre

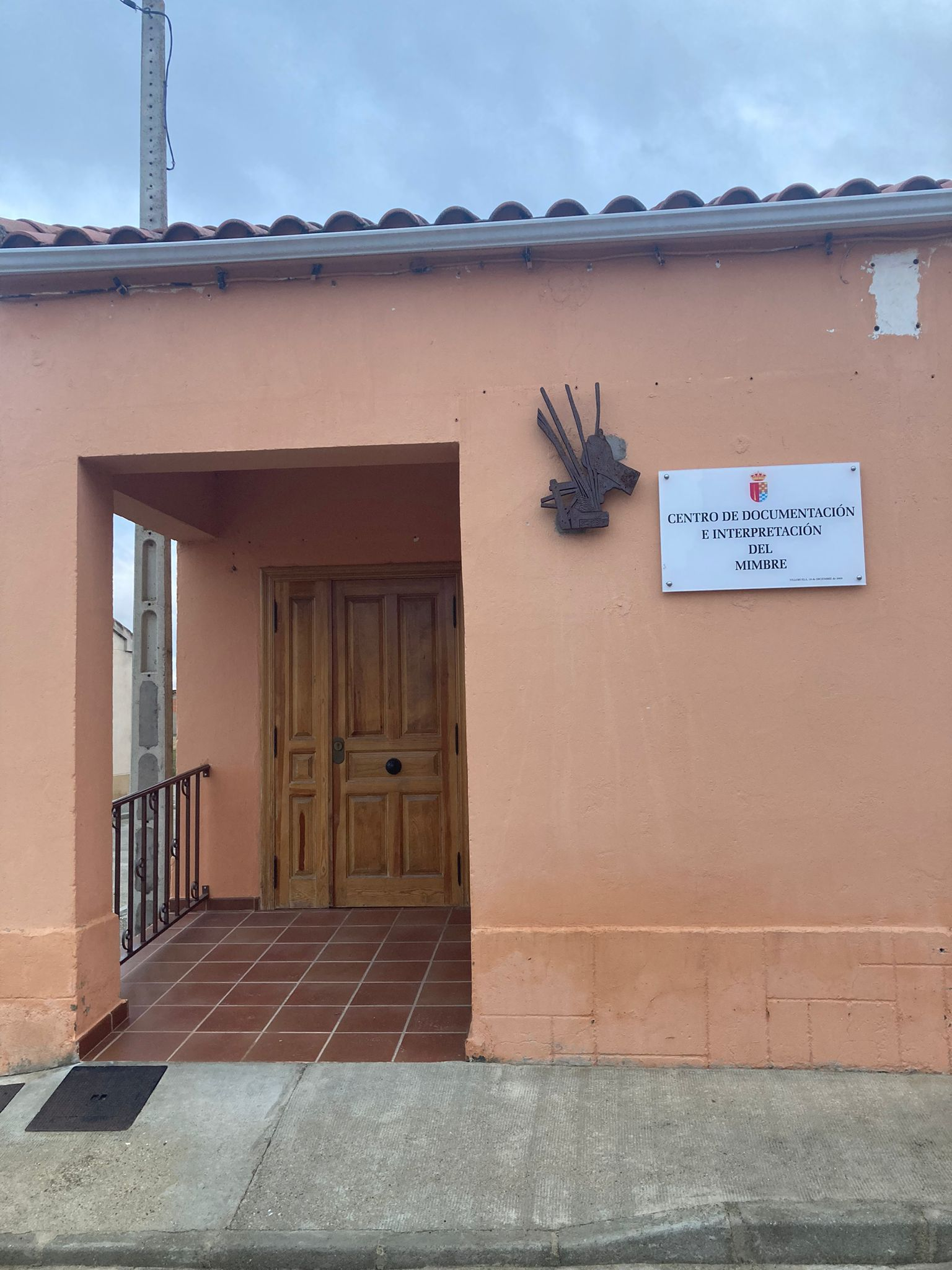
Centro de documentación e interpretación del mimbre

Cuenta con numerosas fotografías en sus paredes donde se cuenta parte de la historia del pueblo con el mimbre además de antiguas máquinas que se empleaban en el proceso de elaboración de los productos.

## Educación
- CEIP Villa de Felipe II

Desde septiembre de 2024 se unifican los dos edificios hasta ahora existentes, en el edificio más nuevo creado en los años 90. 
El edificio de las escuelas viejas, fue inaugurado el 9 de octubre de 1933, siendo ministro de educación de la 2ª República, Filiberto Villalobos y teniendo como arquitecto a Joaquín Secall Domingo. El alcalde de aquella época fue Mateo García Ramos. Fue un edificio moderno, parecido a otros que se construyeron por toda España en aquella época, con pisos de madera y grandes ventanales. El edificio contó con agua corriente y un gran espacio exterior que respondía a la pedagogía e ideas metodológicas de la Escuela Nueva.

## Deporte

### Instalaciones municipales
Las instalaciones deportivas existentes son:
- Polideportivo cubierto municipal
- Campo de fútbol de hierba

### CD Artesano
Equipo de fútbol de la localidad. Llegó a jugar en la 1.ª División Provincial de Aficionados de Salamanca (6.º categoría del fútbol español). 
En 2018 se unió al equipo de fútbol de Babilafuente, formando el F.C Babilafuente- C.D Artesano. Actualmente juegan en la Liga Ford Blendio de Futormes.

### Club de Atletismo y su carrera anual
Desde 2008 el club de atletismo existente en la villa, Club de Atletismo las Mimbreras, viene organizando, durante la Semana Cultural previa a las fiestas, una carrera popular de 10 km, además de otras de menor longitud para categorías inferiores.

## Asociaciones Culturales
Villoruela también destaca por sus asociaciones culturales como son:
- Villoruela se mueve: encargada de elaborar un árbol de navidad de casi siete metros de altura donde cada año utilizan un material y una estética diferente. También esta asociación prepara la salida de gigantes que representa el posible nacimiento de Felipe II desde el año 2024.
- Monitores de Villoruela: con gran arraigo en el pueblo y con su origen en desarrollo comunitario que impulsaron la comunidad de dominicos asentados en la zona desde diciembre de 1982. Se encargan de la catequesis y el ocio y el tiempo libre los fines de semana y la tradicional Escuela de Verano.
- Asociación de Mayores "Los Charros": asociación que aglutina apersonas mayores de Villoruela realizando diversas actividades para los socios.
- Asociación de Mujeres "Felipe II": actualmente en proceso de renovación y cambio.
- Asociación de Padres y Madres "Villa de Felipe II": realiza actividades de diversa índole como la ludoteca, fiestas, excursiones y fue la encargada de llevar a cabo el 90 aniversario de las escuelas celebrado el 4 de noviembre de 2023.
- Asociación Fray Junel: es la asociación de asociaciones y la encargada de sacar el periódico "Agora o nunca" y de canalizar junto con el Ayuntamiento las programaciones culturales de Navidad, Semana Santa o la Semana Cultural.